# Cihuacóatl (política)
El cihuacóatl (en náhuatl: cihuācōātl [siwaːˈkoːaːtɬ], que significa «gemela/compañera femenina») tenía la función de «vice emperador» del imperio azteca. A pesar del elemento lingüístico «femenino» en el título, esta función era ejercida exclusivamente por hombres. Nada se sabe de los primeros titulares del cargo hasta que Moctezuma I se convirtió en tlatoani y nombró cihuacóatl a su hermanastro Tlacaélel I. A partir de entonces, el cargo quedó en manos de sus descendientes.

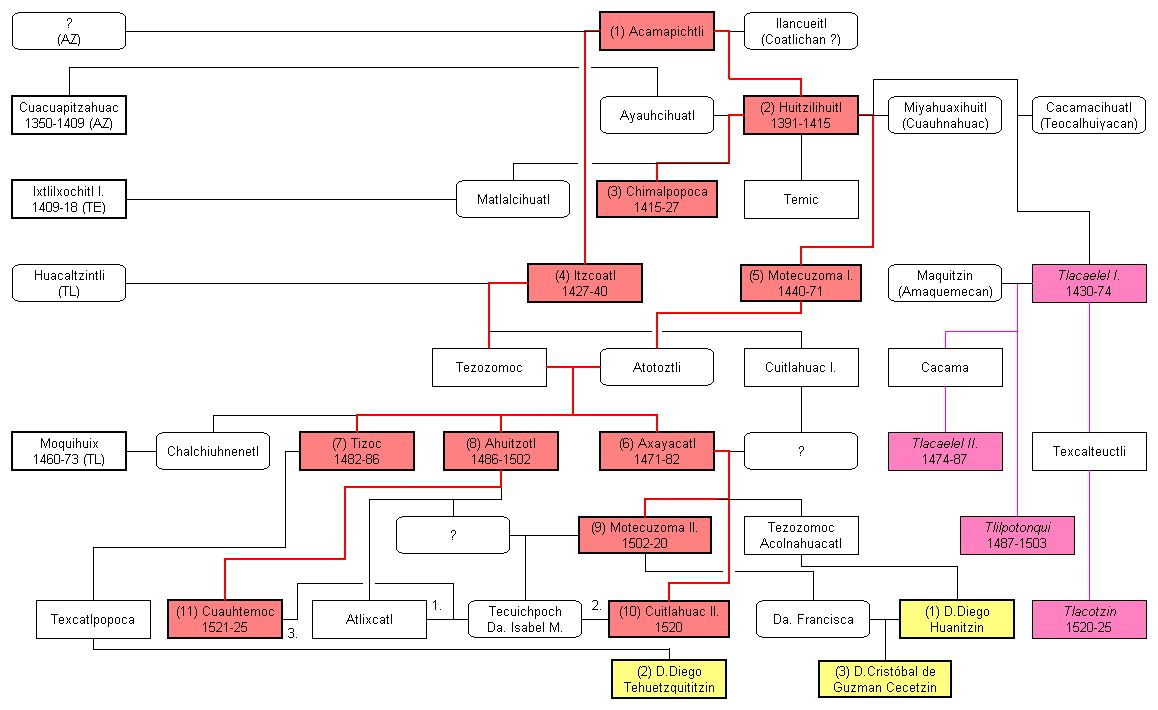
Genealogía de la familia gobernante de Tenochtitlan (marco redondeado = mujeres). Morado: Cihuacoatl, rosa: Tlatoque, amarillo: tlatoque colonial de la familia gobernante. Relaciones con otros lugares: AZ = Azcapotzalco, TE = Tetzcoco, TL = Tlatelolco

Los cihuacóatls conocidos por su nombre fueron Tlacaélel I, sus hijos Tlilpotonqui y Cacama y sus nietos Tlacaélel II y Tlacotzin, quien también fue nombrado tlatoani por Cortés en 1525-1526.

## Función
El cihuacóatl era el segundo hombre más poderoso del Imperio Azteca. Los cargos de este alto dignatario eran muchos y variados: era el juez supremo de guerra y juez civil, se encargaba de la administración del tesoro de la corona. Era quien recomendaba guerreros al emperador para ascensos y honores, establecía las campañas y sus jefes. A la muerte del emperador, convocaba el consejo de estado para elegir sucesor y ocupaba el cargo de jefe de estado durante el interregno. Cuando el emperador abandonaba Tenochtitlán, el cihuacóatl se trasladaba al palacio imperial y representaba al tlatoani. Sólo el emperador recibía más honores. Por ejemplo, sólo el cihuacóatl podía presentarse ante el emperador sin quitarse antes los zapatos. En definitiva, era el doble del emperador y su manto blanco y negro seguía inmediatamente al azul verdoso del tlatoani como signo de poder.